# Pierre Jacotin

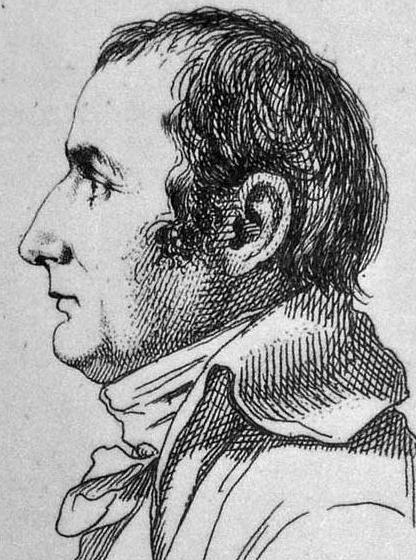

Estudo topográfico de 1799 de Jacotin sobre Egipto y Palestina, publicado como una composición en 1818 (Carte geographique de l'Egypte et des pays environnans. Reduite d'apres la Carte topographique levee pendant l'expedition de l'Armee francaise)

Pierre Jacotin (1765-1827) fue el director del estudio topográfico para la Carte de l'Égypte (Description de l'Égypte), el primer mapa de Egipto, Siria y Palestina basado en triangulación.
Los mapas fueron levantados en 1799-1800 durante la Campaña napoleónica de Egipto y Siria.
Tras su vuelta de Egipto, Jacotin trabajó preparando las planchas para su publicación, pero en 1808, Napoleón los declaró oficialmente secretos de estado y prohibió su publicación. Esto estaba conectado aparentemente con los trabajos de Napoleón, en ese tiempo para establecer una Alianza franco-otomana.
Hasta 1828-30 no se publicaron las láminas grabadas.